# Братан (кальдера)
Братан — вулкан, расположен на острове Бали, входящий в состав одноимённой провинции, в Индонезии.
Братан — кальдера, высшей точкой которой является стратовулкан Батукау, достигающий 2276 метров. Диаметр кальдеры составляет 11x6 километров. Внутри кальдеры образовалось несколько озёр. 8 вулканических конусов, которые окружают кальдеру, сложены в основном дацитами. Некоторые конусы сформировались в результате извержений вулканов Гунунг-Батур 23 000 лет назад, это видно по почвам, в которых присутствует пемза от извержений Батура. В самой долине расположено много геотермальных и горячих источников, часть из которых используется для выработки электроэнергии для местных нужд. Долина покрыта тропическими лесами и густонаселена. Неизвестна последняя активная вулканическая деятельность в районе Братана, но возможно она была несколько тысяч лет назад.